# Charles Frédéric Girard
Charles Frédéric Girard (* 8 de marzo de 1822, Mulhouse - 29 de enero de 1895, Neuilly-sur-Seine) fue un médico y zoólogo francés.

## Biografía académica
Girard estudia en Neuchâtel, teniendo como profesor a Louis Agassiz. En 1847, se convierte en su asistente en la Universidad de Harvard. Tres años más tarde, Spencer Fullerton Baird le ofrece un puesto en el Museo de Historia Natural para trabajar en las colecciones de reptiles y peces de EE. UU., colecciones en rápido aumento gracias al envío gubernamental de misiones de exploración al oeste americano. Girard trabaja en este museo durante diez años, publicando numerosos artículos, la mayoría en colaboración con Baird.
En 1854, Girard se hace ciudadano estadounidense. En 1856 obtiene el grado de doctor en Medicina en la Universidad Georgetown de Washington D. C.. En 1859 vuelve a Francia. Dos años más tarde, le es concedido el Premio Cuvier, otorgado por el Instituto de Francia por su trabajo sobre los reptiles y peces de América del Norte.
Durante la Guerra de Secesión, Girard se une como cirujano al ejército confederado. Después de la guerra, se instala en Francia, donde ejerce la medicina.
Durante la guerra franco-alemana de 1870, sirve como médico-militar y realiza importantes investigaciones sobre la fiebre tifoidea. Se retira en 1888 y continúa publicando artículos de historia natural. En 1891 se retira definitivamente del mundo académico, pasando el resto de su vida en Neuilly-sur-Seine.

## Abreviatura (zoología)
La abreviatura Girard  se emplea para indicar a Charles Frédéric Girard como autoridad en la descripción y taxonomía en zoología.

## Obra
Su obra científica reúne 81 títulos: la mitad sobre peces, una treintena sobre reptiles y anfibios y el resto sobre invertebrados.